# 폴 카보니스
폴 커보니스(Paul Cavonis, 1937년 12월 4일 ~ )는 미국의 배우이다.
맨해튼에서 태어났다.

## 출연 작품

### 영화
- 두 얼굴의 미녀 (1992, Me Myself & I)

### 텔레비전
- 샌프란시스코 수사반 (1973-77)
- 매시 (1978-79)
- 미녀 삼총사 (1978-81)
- 꿈꾸는 낙원 (1978-82)